# 송정헌

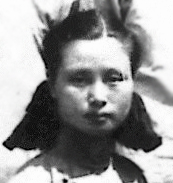

송정헌(宋靜軒, 1919년 1월 28일 ~ 2010년 3월 22일)는 대한민국의 독립운동가이다. 대한민국정부로부터 공을 인정받아 1990년에 건국훈장 애족장을 수여받았다.

## 생애

### 주요 독립운동 활동
1937년 중국 강서성 노산구강(中國江西省盧山九江)폐병원에서 간호원으로 근무 중 원장 유진동(임시정부 의정원의원, 광복군 군의처장, 김구 선생의 주치의)에게 감화되어 한국독립운동에 투신하였으며 이때 유진동의 동생 유평파(임시정부 내무부 경위대 대부, 김구 주석 경호원)와 결혼했다.
1938년 남편과 함께 광복군의 전신이라 할 한국광복진선청년공작대(韓國光復陳線靑年工作隊)에 입대하여 적의 후방공작과 첩보수집 활동하였으며, 1944년 한국독립당(韓國獨立黨)에 가담하였다.
충칭의 임시정부 시절엔 김규식 부주석의 부인 김순애 여사와 천도교 청우당 위원장을 맡고 있는 최덕신의 부인 유미영 등과 한국혁명여성동맹(韓國革命女性同盟)에서 항일운동에 앞장섰다.
8ㆍ15광복 후 남편 유평파와 한국에 들어왔다가 남편이 김구 선생의 특별 지시를 받고 다시 중국으로 돌아 갈 때 함께 돌아갔으나 남편 유평파의 갑작스런 사망으로 어린 자녀들과 중국 남경에서 생활하였다.
2010년 3월 22일 중국 남경시 남경의과대학제2부속병원에서 심장병으로 별세하였다. 향년 91세.

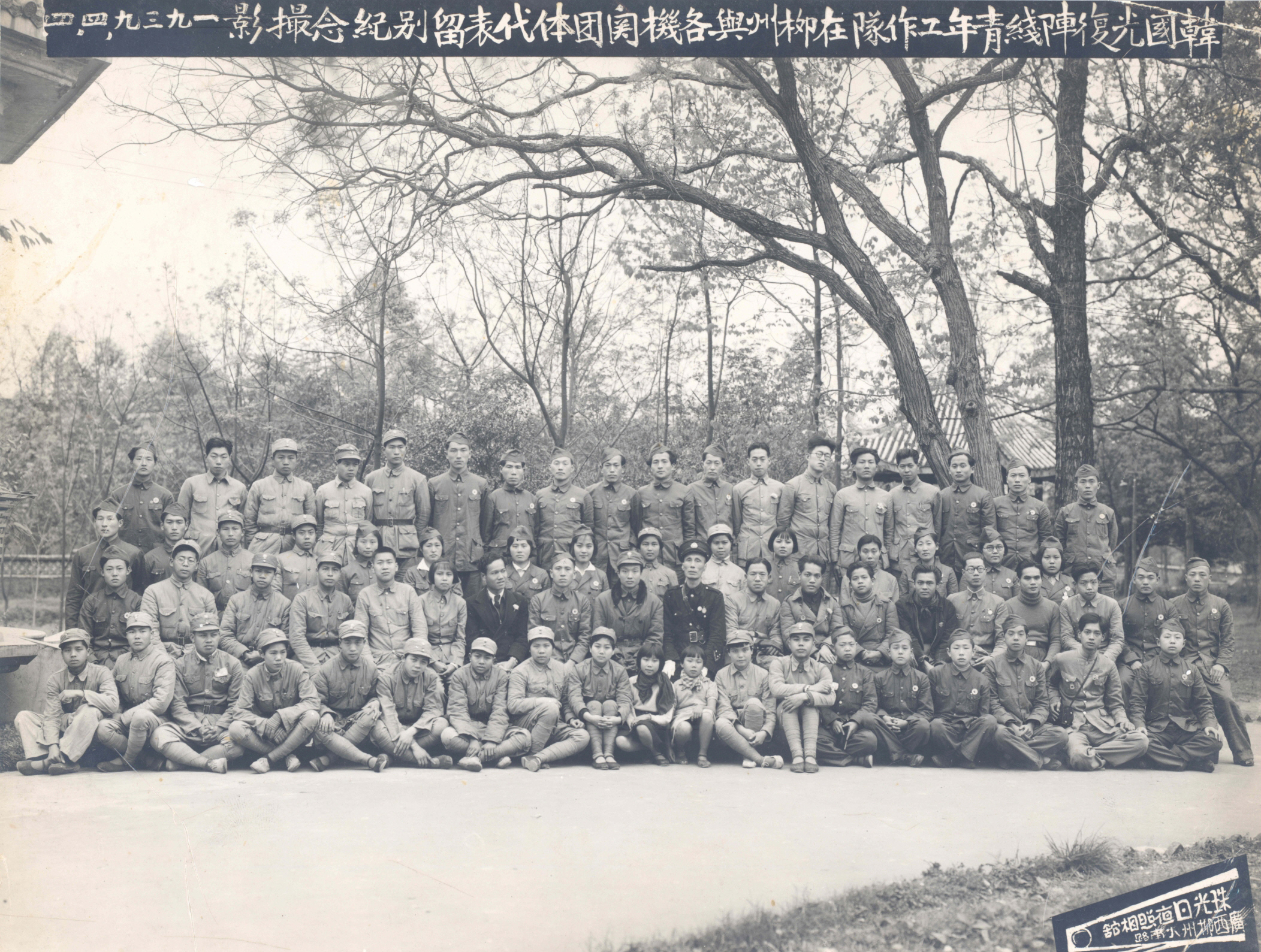
한국광복진선청년공작대 기념촬영(1939년 4월 4일). 3줄왼쪽 5번째: 송정헌 여사

## 포상 정보
· 운동계열 : 중국방면
· 포상년도 : 1990년
· 훈 격 : 건국훈장 애족장

## 참고 문헌
- 韓國獨立運動史(秋憲樹) 第1輯 317面
- 韓國臨時政府職員　眷屬僑民名冊
- 日帝侵略下韓國36年史(國史編纂委員會) 第13卷 613面